# Сухопар, Милан
Милан Сухопар (чеш. Milan Suchopár; род. 3 июня 1952[…], Мельник) — чехословацкий гребец, выступавший за сборную Чехословакии по академической гребле в 1969—1982 годах. Победитель и призёр первенств национального значения, участник трёх летних Олимпийских игр.

## Биография
Милан Сухопар родился 3 июня 1952 года в городе Мельник, Чехословакия.
Первого серьёзного успеха в академической гребле на международном уровне добился в сезоне 1969 года, когда вошёл в состав чехословацкой национальной сборной и в распашных рулевых двойках выиграл бронзовую медаль на юниорском мировом первенстве в Неаполе.
Впервые заявил о себе среди взрослых спортсменов в сезоне 1971 года, выступив на чемпионате Европы в Копенгагене — здесь в восьмёрках стал седьмым.
Благодаря череде удачных выступлений удостоился права защищать честь страны на летних Олимпийских играх 1972 года в Мюнхене. В составе экипажа-восьмёрки, куда также вошли гребцы Зденек Куба, Ладислав Лоренц, Зденек Зика, Ладислав Гейтум, Павел Конвичка, Мирослав Враштил, Олдржих Крутак и рулевой Иржи Птак, неудачно выступил на предварительном квалификационном этапе, но через дополнительный отборочный заезд всё же попал в полуфинальную стадию, где в конечном счёте финишировал пятым. В утешительном заезде за 7-12 места стал четвёртым и таким образом закрыл десятку сильнейших экипажей в своей дисциплине.
В 1975 году в распашных рулевых четвёрках стал пятым на чемпионате мира в Ноттингеме.
Находясь в числе лидеров гребной команды Чехословакии, благополучно прошёл отбор на Олимпийские игры 1976 года в Монреале. В программе рулевых четвёрок показал четвёртый результат, при этом его партнёрами были гребцы Отакар Маречек, Карел Неффе, Владимир Янош и рулевой Владимир Петршичек.
В 1977 году в четвёрках с рулевым был пятым на чемпионате мира в Амстердаме.
В 1979 году в рулевых четвёрках занял девятое место на чемпионате мира в Бледе.
Стартовал в распашных рулевых четвёрках на Олимпийских играх 1980 года в Москве, совместно с Мартином Гладиком, Яном Кабргелом, Павлом Конвичкой и рулевым Антонином Бараком в итоге стал девятым.
После московской Олимпиады Сухопар остался действующим спортсменом и продолжил принимать участие в крупнейших международных регатах. Так, в 1981 году он отметился выступлением на чемпионате мира в Мюнхене, где в восьмёрках занял шестое место.
В 1982 году в восьмёрках показал седьмой результат на чемпионате мира в Люцерне.